# Université Maejo
L'université Maejo (en thaï : มหาวิทยาลัยแม่โจ้ ; en anglais : Maejo University ou Maecho University) est une université thaïlandaise située à Chiang Mai dans le nord du pays.

## Historique
Fondée en 1934 sous le nom de Northern Agricultural Teachers Training School, l'université Maejo porte son nom actuel depuis 1996.

## Source
- (en) Cet article est partiellement ou en totalité issu de l’article de Wikipédia en anglais intitulé « Maejo University » (voir la liste des auteurs).